# Сајпрус ервејз
Сајпрус ервејз (грч. Κυπριακές Αερογραμμές) је бивша кипарска национална авио-компанија са седиштем у Никозији. Њена базе су биле Аеродром Ларнака и Аеродром Пафос одакле су саобраћали према 28 дестинација у Европи и на Блиском истоку.
9. јануара 2015. Сајпрус Ервејз је објавио банкрот, моментално обуставивши све летове.

## Флота
Флоту Сајпрус ервејза, су непосредно пре затварања, чинили:
| Тип            | Тотал | Седишта         | Регистрације                                  |
| -------------- | ----- | --------------- | --------------------------------------------- |
| Ербас А319-100 | 3     | (12/114)        | 5B-DBO, 5B-DBP, 5B-DCF                        |
| Ербас А320-200 | 6     | (15-25/131-143) | 5B-DBA, 5B-DBB, 5B-DBC, 5B-DCH, 5B-DCG,5B-DCJ |
| Ербас А330-200 | 2     | (30/265)        | 5B-DBS, 5B-DBT                                |